# União das Freguesias de Lagoa e Carvoeiro
União das Freguesias de Lagoa e Carvoeiro, kurz Lagoa e Carvoeiro, ist eine Gemeinde (Freguesia) im Kreis (Concelho) von Lagoa an der Algarve im Süden Portugals.
In der Gemeinde leben 9.987 Einwohner auf einer Fläche von 39,13 km² (Stand nach Zahlen von 2011).
Die Gemeinde entstand im Zuge der Gebietsreform in Portugal am 29. September 2013 durch Zusammenlegung der Stadtgemeinde Lagoa und der Kreisgemeinde Carvoeiro. Lagoa wurde Sitz der Gemeinde, die ehemalige Gemeindeverwaltung in Carvoeiro blieb als Außenstelle und Bürgerbüro weiter bestehen.